# Šar-planina
Šar-planina (Šara, srp. Шар-планина; alb. Malet e Sharrit) je planina u južnom dijelu Kosova i sjeverozapadnom dijelu Sjeverne Makedonije, te manjim dijelom u Albaniji. 
Najveći turistički centar je Brezovica u općini Štrpce. Razvijeni turizam na ovoj planini naglo je prekinut 1998. godine kada je došlo do rata na Kosovu.

## Zemljopisne odlike
Ova planina je duga oko 80 kilometara i nekih 10 – 20 kilometara široka. Proteže se od grada Prizrena, odakle prati dvije rijeke, Lumbardu i Lepenac. Na istoku prolazi pokraj grada Kačanika i kroz Kačanički klanac prelazi u Makedonsku dolinu Polog. Granica joj prolazi pored vrela Vardara, Vrutoka, i ulazi u dolinu Mavrovo. Tu je rijeka Radika odvaja od više planine Korab (2764 m) na jugozapadu. Nakon toga, granica planine dolazi na točku gdje se spajaju tri države: Kosovo, Sjeverna Makedonija i Albanija. Odatle granica planine slijedi cestu do malog planinskog grada Restelica, i rijekama Globočica, Plavi Drin i Bijeli Drin, da bi konačno opet došla do grada Prizrena.
Najviši vrhovi su: 
- Titov Vrv (2747 m) – najviši vrh
- Turčin (2702 m)
- Borislavec (2662 m)
- Rudoka (2610 m)
- Ljuboten (2498 m)
- Piribeg

## Nacionalni park Šar-planina
Biogeografski i ekološki, nacionalni park Šar-planina predstavlja jedno od najvažnijih zaštićenih područja u središnjem Balkanu. Tu se može naći više od 1500 vaskularnih biljnih vrsta, od čega je oko 20 % endema i relikata Balkana. Vegetacija i ekosustavi su vrlo raznoliki, od submediteranskih zajednica u podnožju planine, subalpskih šuma endemskog balkanskog bora (Pinus heldfreichii) i molike (P. peuce) do najviših vrhova planina pokrivenih različitim grmolikim i travnatim zajednica na silikatnim, vapnenčkim i serpentinskim podlogama. Također je fauna, pogotovo ornitofauna, najbogatija brojnim rijetkim vrstama na cijelom Balkanskom poluotoku. 
Dana 18. ožujka 2002. godine Republika Srbija je nominirala Nacionalni park Šar-planina za upis na UNESCO-ov popis mjesta svjetske baštine u Europi.

## Galerija slika
- Šar-planina sa zapada
- Šar-planina 2010.
- Bogovinsko jezero
- Šar-planina i nova džamija 2010.

## Vanjske poveznice
|  | Zajednički poslužitelj ima još gradiva o temi Šar-planina |

- Šar-planina – macedonia.name (engl.)